# كنايتديل (كارولاينا الشمالية)
كنايتديل (بالإنجليزية: Knightdale, North Carolina)‏ هي بلدة أمريكية تقع في الولايات المتحدة في مقاطعة ويك، كارولاينا الشمالية. يقدر عدد سكانها بـ 11,401 نسمة ومساحتها 16.1 كم2 ووترتفع عن سطح البحر 96 متر.

## التركيبة السكانية
حدّد مكتب تعداد الولايات المتحدة بيانات التركيبة السكانية لكنايتديل في تعداد الولايات المتحدة. في ما يلي، التركيبة السكانية حسب تعدادي 2000 و2010.

### تعداد عام 2000
بلغ عدد سكان كنايتديل 5,958 نسمة بحسب تعداد عام 2000، وبلغ عدد الأسر 2,172 أسرة وعدد العائلات 1,627 عائلة مقيمة في البلدة. في حين سجلت الكثافة السكانية 298.2 نسمة لكل كيلومتر مربع (772.3/ميل2). وبلغ عدد الوحدات السكنية 2,352 وحدة بمتوسط كثافة قدره 117.7 لكل كيلومتر مربع (304.8/ميل2).
وتوزع التركيب العرقي للبلدة بنسبة 67.86% من البيض و26.84% من الأمريكيين الأفارقة و0.35% من الأمريكيين الأصليين و1.46% من الأمريكيين ذوي الأصول الآسيوية و0.03% من سكان جزر المحيط الهادئ و2.03% من الأعراق الأخرى و1.43% من عرقين مختلطين أو أكثر و3.69% من الهسبانيون أو اللاتينيون من أي عرق.
بلغ عدد الأسر 2,172 أسرة كانت نسبة 49.4% منها لديها أطفال تحت سن الثامنة عشر تعيش معهم، وبلغت نسبة الأزواج القاطنين مع بعضهم البعض 59.6% من أصل المجموع الكلي للأسر، ونسبة 12.2% من الأسر كان لديها معيلات من الإناث دون وجود شريك،  بينما كانت نسبة 3.1% من الأسر لديها معيلون من الذكور دون وجود شريكة وكانت نسبة 25.1% من غير العائلات. تألفت نسبة 20.4% من أصل جميع الأسر من عدة أفراد يعيشون في نفس المنزل ونسبة 2.5% كانت تتألف من شخص يعيش بمفرده يبلغ من العمر 65 عاماً أو أكثر. وبلغ متوسط حجم الأسرة المعيشية 2.70، أما متوسط حجم العائلات فبلغ 3.13.
بلغ العمر الوسطي للسكان 31.0 عاماً. وكانت نسبة 31.7% من القاطنين تحت سن الثامنة عشر، وكانت نسبة 6.6% بين الثامنة عشر والرابعة والعشرين عاماً، ونسبة 40.7% كانت واقعةً في الفئة العمرية ما بين الخامسة والعشرين والرابعة والأربعين عاماً، ونسبة 15.9% كانت ما بين الخامسة والأربعين والرابعة والستين، ونسبة 3.5% كانت ضمن فئة الخامسة والستين عاماً فما فوق. يوجد لكل 100 أنثى 89.2 ذكر، ويوجد لكل 100 أنثى في الثامنة عشر من عمرها فما فوق 87.3 ذكر.
بلغ متوسط دخل الأسرة في البلدة 56,021 دولارًا، أما متوسط دخل العائلة فبلغ 62,073 دولارًا. وكان متوسط دخل الذكور 41,149 دولارًا مقابل 30,325 دولارًا للإناث. وسجل دخل الفرد الخاص بالبلدة 23,340 دولارًا. وكانت نسبة 4.3% من العائلات ونسبة 4.7% من السكان تحت خط الفقر، وكان من هؤلاء نسبة 5.7% تحت سن الثامنة عشر ونسبة 5.5% في الخامسة والستين من العمر وما فوق.

### تعداد عام 2010
بلغ عدد سكان كنايتديل 11,401 نسمة بحسب تعداد عام 2010، وبلغ عدد الأسر 4,226 أسرة وعدد العائلات 2,977 عائلة مقيمة في البلدة. في حين سجلت الكثافة السكانية 570.6 نسمة لكل كيلومتر مربع (1,477.8/ميل2). وبلغ عدد الوحدات السكنية 4,723 وحدة بمتوسط كثافة قدره 236.4 لكل كيلومتر مربع (612.3/ميل2).
وتوزع التركيب العرقي للبلدة بنسبة 49.98% من البيض و38.31% من الأمريكيين الأفارقة و0.58% من الأمريكيين الأصليين و1.69% من الأمريكيين ذوي الأصول الآسيوية و0.05% من سكان جزر المحيط الهادئ و5.88% من الأعراق الأخرى و3.51% من عرقين مختلطين أو أكثر و11.39% من الهسبانيون أو اللاتينيون من أي عرق.
بلغ عدد الأسر 4,226 أسرة كانت نسبة 44.2% منها لديها أطفال تحت سن الثامنة عشر تعيش معهم، وبلغت نسبة الأزواج القاطنين مع بعضهم البعض 49.7% من أصل المجموع الكلي للأسر، ونسبة 16.7% من الأسر كان لديها معيلات من الإناث دون وجود شريك،  بينما كانت نسبة 4% من الأسر لديها معيلون من الذكور دون وجود شريكة وكانت نسبة 29.6% من غير العائلات. تألفت نسبة 23.4% من أصل جميع الأسر من عدة أفراد يعيشون في نفس المنزل ونسبة 4.2% كانت تتألف من شخص يعيش بمفرده يبلغ من العمر 65 عاماً أو أكثر. وبلغ متوسط حجم الأسرة المعيشية 2.67، أما متوسط حجم العائلات فبلغ 3.19.
بلغ العمر الوسطي للسكان 32.6 عاماً. وكانت نسبة 29.4% من القاطنين تحت سن الثامنة عشر، وكانت نسبة 7.8% بين الثامنة عشر والرابعة والعشرين عاماً، ونسبة 35.6% كانت واقعةً في الفئة العمرية ما بين الخامسة والعشرين والرابعة والأربعين عاماً، ونسبة 20.8% كانت ما بين الخامسة والأربعين والرابعة والستين، ونسبة 6.4% كانت ضمن فئة الخامسة والستين عاماً فما فوق. وتوزع التركيب الجنسي للسكان بنسبة 46.6% ذكور و53.4% إناث.

## أعلام
- بوب ماكان
- جو لويس